# 多边形网格

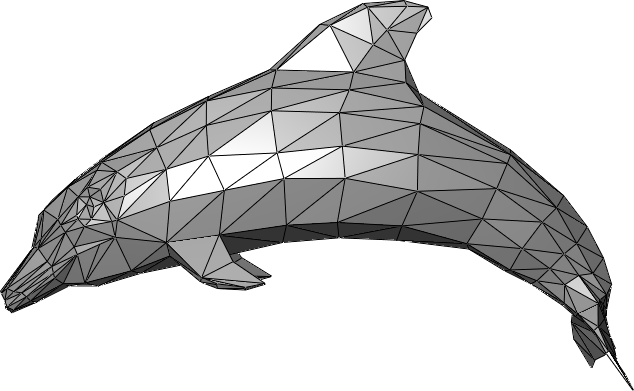
一个用三角形网格表示的海豚

多边形网格（Polygon mesh）是三维计算机图形学中表示多面体形状的顶点与多边形的集合，它也叫作非结构网格。
这些网格通常由三角形、四边形或者其它的简单凸多边形组成，这样可以简化渲染过程。但是，网格也可以包括带有空洞的普通多边形组成的物体。
非结构网格内部表示的例子有：
- 一组顶点的简单列表，它们带有表示那些顶点组成多边形的信息列表；另外可能带有表示空洞的附加信息。
- 顶点列表 + 边界列表（一对索引信息）+ 连接边界的多边形列表
- 翼边数据结构

根据应用程序的不同所选择的数据结构也有所不同：三角形的处理要比普通多边形的处理更加简单，尤其是在计算几何中更是这样。对于优化的算法，可能需要快速访问边线或者相邻表面这样的拓扑信息，这样就需要如翼边表示这样更加复杂的结构。